# Dharma et Greg
Dharma et Greg (Dharma and Greg) est une série télévisée américaine en 119 épisodes de 21 minutes, créée par Dottie Dartland et Chuck Lorre et diffusée entre le 24 septembre 1997 et le 30 avril 2002 sur le réseau ABC. En France, la série a été diffusée à partir du 13 février 1998 sur Téva.

## Synopsis
À San Francisco, Dharma, fille de hippies, professeur de yoga, adepte de New Age, et Greg, procureur issu d'un milieu très conservateur et bourgeois, tombent amoureux et se marient le jour-même de leur rencontre. La cohabitation des deux familles, on ne peut plus opposées, va engendrer toutes sortes de situations comiques.

## Distribution
- Jenna Elfman (VF : Maïk Darah) : Dharma Freedom Finklestein Montgomery
- Thomas Gibson (VF : Denis Laustriat) : Gregory « Greg » Clifford Montgomery
- Susan Sullivan (VF : Évelyn Séléna) : Katherine « Kitty » Montgomery
- Alan Rachins (VF : Daniel Beretta) : Lawrence « Larry » Finkelstein
- Mimi Kennedy (VF : Brigitte Virtudes) : Abigail « Abby » O'Neil
- Mitch Ryan (VF : Bernard Tiphaine) : Edward « Ed » Montgomery
- Joel Murray (VF : Guy Chapellier) : Peter James « Pete » Cavanaugh
- Shae D'Lyn (VF : Virginie Méry) : Jane Deaux

## Récompenses
- Golden Globe 1999 : Meilleure actrice dans une série comique pour Jenna Elfman

## Épisodes

### Première saison (1997-1998)
1. Coup de foudre et mariage express (Pilot)
2. Des beaux-parents très laids (And the In-Laws Meet)
3. Douches froides (Shower the People You Love With Love)
4. Bague au doigt et doigt dans le nez (And Then There's the Wedding)
5. Classe ex (The Ex-Files)
6. Le Yoga, c'est pas du nougat (Yoga and Boo, Boo)
7. Un été indien (Indian Summer)
8. Je me voyais déjà... (Mr. Montgomery Goes to Washington)
9. Mon père, ce zéro (He Ain't Heavy, He's My Father)
10. Pauvres dindes (The First Thanksgiving)
11. Le Yoga n'aime pas les coups bas (Instant Dharma)
12. Chère cousine (Haus Arrest)
13. Et avec ça, Monsieur ? (Do You Want Fries With That?)
14. Abus de bus (Old Yeller)
15. L'Ex de Dharma (The Second Coming of Leonard)
16. Échanges standards (Dharma and Greg's First Romantic Valentine's Day Weekend)
17. Joyeux anniversaire (The Official Dharma & Greg Episode of the 1998 Winter Olympics)
18. La Fiancée de Finkelstein (Daughter of the Bride of Finkelstein)
19. Secrets et confusions (Dharma's Tangled Web)
20. Le Chat et la souris (The Cat's Out of the Bag)
21. Attention, chutes de danseurs (Spring Forward, Fall Down)
22. À la poursuite du canard (Much Ado During Nothing)
23. la Confidente (Invasion of the Buddy Snatcher)

### Deuxième saison (1998-1999)
1. SOS bébé minute (Ringing Up Baby)
2. Plus on est de fous (It Takes a Village)
3. Guerre de religion (Turn Turn Turn)
4. Noces de papier (The Paper Hat Anniversary)
5. Pitoyable Pete (Unarmed and Dangerous)
6. L'Enfer est au fond du placard (A Closet Full of Hell)
7. Lutte des classes (Valet Girl)
8. Procès ver... bal (Like, Dharma's Totally Got a Date)
9. La Quête du râle (Brought to You in DharmaVision)
10. Quand l'otarie rit (Yes, We Have No Bananas)
11. Les Ressorts de l'histoire (The House That Dharma Built)
12. Ballonnements (Are You Ready for Some Football?)
13. Le Violon de la mort (Death and Violins)
14. Sur la corde raide (Dharma and Greg on a Hot Tin Roof)
15. Un amour de cheval (Dharma and the Horse She Rode In On)
16. La Guerre des parcmètres (See Dharma Run)
17. Dharma anime sa campagne (Run, Dharma, Run)
18. Dharma bat la campagne (See Dharma Run Amok)
19. Thérapie hippie (Everybody Must Get Stones)
20. Dharma tire Edward de sa retraite (Dharma Drags Edward Out of Retirement)
21. Comme si rien ne s'était passé (It Never Happened One Night)
22. Bricolage dangereux (Bed, Bath and Beyond)
23. Nuits de rêves (A Girl Can Dream, Can't She?)
24. Le Jeu de la drague (The Dating Game)

### Troisième saison (1999-2000)
1. Greg pète les plombs (One Flew Over the Lawyer's Desk)
2. Qui suis-je ? (Welcome to Hotel Calamari)
3. Dharma vit un enfer (Dharma's Inferno)
4. Dharma joue de la batterie (Play Lady Play)
5. En Kitty-mini (I Did It for You, Kitty)
6. À mourir d'envie (The Very Grateful Dead)
7. Greg joue au golf (Fairway to Heaven)
8. À la noce (Tie-Dying the Knot)
9. Dharma fait la loi (Law and Disorder)
10. Un Thanksgiving bien rempli (Thanksgiving Until It Hurts)
11. Dharma et Greg font de la pub (Lawyers, Beer and Money)
12. Quand les amis calent (Looking for the Goodbars)
13. Une si jolie secrétaire (Drop Dead Gorgeous)
14. Dharma fait de la peine à Larry (Good Cop, Bad Daughter)
15. Les Chanteurs désenchantés (The Trouble with Troubador)
16. Week-end chez Larry (Weekend at Larry's)
17. À se casser le dos (The Spy Who Said He Loved Me)
18. Greg s'interroge sur son enfance (A Night to Remember)
19. Le Beau serveur grec (The Best Laid Plans)
20. On se dit tout (Talkin' About My Regeneration)
21. Comme un père (Big Daddy)
22. Changement de décor (Your Place or Mine)
23. Dharma présidente (Hell to the Chief)
24. Fais-moi un enfant (Be My Baby)

### Quatrième saison (2000-2001)
1. Conversation mère-fille (Mother and Daughter Reunion)
2. Cohabitation (Love, Honor & Olé!)
3. Pour la beauté du sport (Playing the Field)
4. Greg joue les petits soldats (Hell No, Greg Can't Go)
5. Sages femmes et hommes fous (Midwife Crisis)
6. Dharma n'en peut plus (Sleepless in San Francisco)
7. Ma secrétaire cherche un fiancé (Mad Secretaries and Englishmen)
8. Maux croisés (Charma Loves Greb)
9. Coups de folie (Boxing Dharma)
10. Chacun son dû (Dutch Treat)
11. Mise en boîte (The Box)
12. Soucis d'argent (Let's Get Fiscal)
13. Des cours particuliers - 1re partie (Educating Dharma - Part 1)
14. Des cours particuliers - 2e partie (Educating Dharma - Part 2)
15. Dharma, ton univers impitoyable (Dharma Does Dallas)
16. Judy & Greg (Judy & Greg)
17. Après l'orage (Do the Hustle)
18. Grandes manœuvres (For Pete's Sake)
19. Cette chère Kitty (Kitty Dearest)
20. Petits problèmes (The Story of K)
21. Laid cahier (Pride and Prejudice)
22. Mais que s'est-il passé ? (How This Happened)
23. La Fin de l'innocence - 1re partie (The End of the Innocence - Part 1)
24. La Fin de l'innocence - 2e partie (The End of the Innocence - Part 2)

### Cinquième saison (2001-2002)
1. Soins intensifs (Intensive Caring)
2. Chauve qui peut (With a Little Help From My Friend)
3. Radio Dharma (Papa Was Almost a Rolling Stone)
4. Tu peux ou tu peux pas ? (Sexual Healing)
5. Ceci n'est pas un hôtel (Without Reservations)
6. L'Amie d'enfance (Try to Remember This Kind of September)
7. La Voiture d'occasion (Used Karma)
8. C'est de l'art, ça, Madame ! (Home is Where the Art Is)
9. Vive l'avion (Wish We Weren't Here)
10. Une fille de rêve (Dream A Little Dream of Her)
11. Tout le monde ment (A Fish Tale)
12. Retour sur le passé (Previously on "Dharma & Greg)
13. Il faut protéger l'environnement (Protecting the Ego-System)
14. Une âme de vendeur (Near-Death of a Salesman)
15. Dharma héroïne de BD (It's a Bird, It's a Plane, It's ... My Wife)
16. Tentations (I Think, Therefore I Am in Trouble)
17. Le Groupe (She's with the Band)
18. Mission pas possible (Mission: Implausible)
19. Irresponsable (This Diamond Ring)
20. Une dent contre qui ? (The Tooth Is Out There)
21. Chers parents (The Parent Trap)
22. La Petite fille (Tuesday's Child)
23. Déclaration de guerre - 1re partie (The Mamas and the Papas - Part 1)
24. Déclaration de guerre - 2e partie (The Mamas and the Papas - Part 2)